# Fotbalista roku (Rakousko)

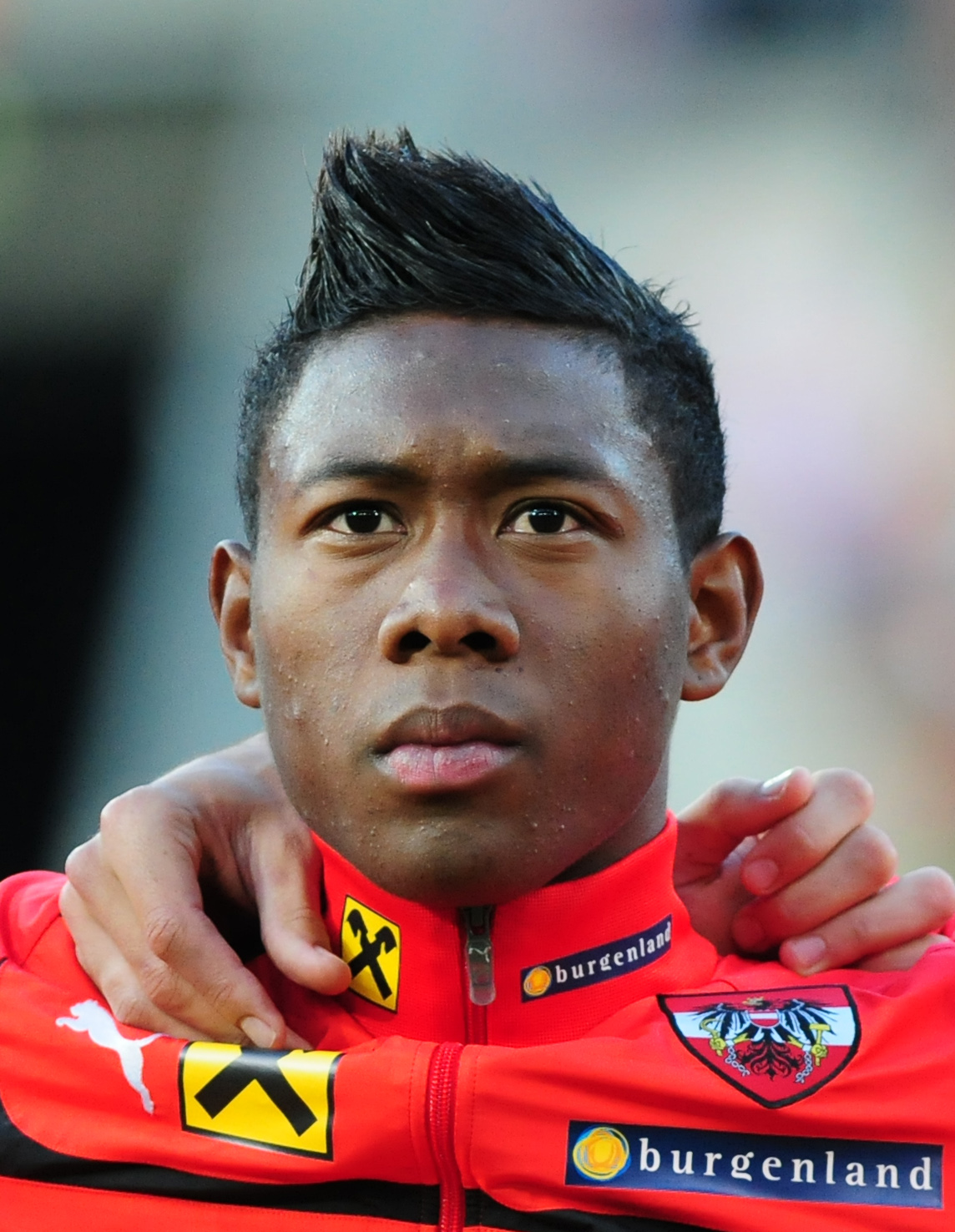
David Alaba, vítěz za rok 2016

Ocenění Fotbalista roku (německy APA-Fußballerwahl) je v Rakousku udělováno od roku 1984, od té doby se koná každoročně. Je organizováno agenturou APA (Austrian Press Agency). Trenéři a sportovní ředitelé rakouských bundesligových klubů nominují každý tři hráče působící v Rakousku (nebo pocházející z Rakouska). Hráč, který dostane nejvíc hlasů, získává ocenění.
Prvním vítězem se stal Herbert Prohaska, vítězem za rok 2022 je David Alaba z Realu Madrid.

## Přehled vítězů
| Rok  | Hráč                | Klub                                  |
| ---- | ------------------- | ------------------------------------- |
| 1984 | Herbert Prohaska    | Austria Vídeň                         |
| 1985 | Herbert Prohaska    | Austria Vídeň                         |
| 1986 | Toni Polster        | Austria Vídeň                         |
| 1987 | Heribert Weber      | Rapid Vídeň                           |
| 1988 | Herbert Prohaska    | Austria Vídeň                         |
| 1989 | Gerhard Rodax       | FC Admira Wacker Mödling              |
| 1990 | Andreas Ogris       | Austria Vídeň Espanyol Barcelona      |
| 1991 | Néstor Gorosito     | FC Tirol Innsbruck                    |
| 1992 | Andreas Herzog      | Rapid Vídeň Werder Brémy              |
| 1993 | Franz Wohlfahrt     | Austria Vídeň                         |
| 1994 | Heimo Pfeifenberger | SV Austria Salzburg                   |
| 1995 | Ivica Vastić        | SK Sturm Graz                         |
| 1996 | Michael Konsel      | Rapid Vídeň                           |
| 1997 | Toni Polster        | 1. FC Köln                            |
| 1998 | Ivica Vastić        | SK Sturm Graz                         |
| 1999 | Ivica Vastić        | SK Sturm Graz                         |
| 2000 | Radosław Gilewicz   | FC Tirol Innsbruck                    |
| 2001 | Ronald Brunmayr     | Grazer AK                             |
| 2002 | Vladimír Janočko    | Austria Vídeň                         |
| 2003 | Andreas Ivanschitz  | Rapid Vídeň                           |
| 2004 | Steffen Hofmann     | Rapid Vídeň                           |
| 2005 | Mario Bazina        | Grazer AK                             |
| 2006 | Alexander Zickler   | Red Bull Salzburg                     |
| 2007 | Ivica Vastić        | LASK Linz                             |
| 2008 | Marc Janko          | Red Bull Salzburg                     |
| 2009 | Steffen Hofmann     | Rapid Vídeň                           |
| 2010 | Zlatko Junuzović    | Austria Vídeň                         |
| 2011 | David Alaba         | FC Bayern Mnichov TSG 1899 Hoffenheim |
| 2012 | David Alaba         | FC Bayern Mnichov                     |
| 2013 | David Alaba         | FC Bayern Mnichov                     |
| 2014 | David Alaba         | FC Bayern Mnichov                     |
| 2015 | David Alaba         | FC Bayern Mnichov                     |
| 2016 | David Alaba         | FC Bayern Mnichov                     |
| 2017 | Marcel Sabitzer     | RB Leipzig                            |
| 2018 | Marko Arnautović    | West Ham United                       |
| 2019 | Erling Haaland      | FC Red Bull Salzburg                  |
| 2020 | David Alaba         | FC Bayern Mnichov                     |
| 2021 | David Alaba         | Real Madrid                           |
| 2022 | David Alaba         | Real Madrid                           |
| 2023 | David Alaba         | Real Madrid                           |